# Glenea grisea
Glenea grisea é uma espécie de besouro da família Cerambycidae. Foi descrito por James Thomson em 1860. 